# Fodor Sámuel
Fodor Sámuel (egri) (17. század) magyar történetíró.
Mikó Imre gróf egyik levele alapján említi Felméri Lajos (Figyelő, III. 233. o.), hogy a gróf birtokában volt egri Fodor Sámuel írásaiból: Nevetlen iró naplókönyve; talán ez ugyanaz, melyet Benkő József, a birtokában volt másolat után így említ:
„Általirta a mint vallja, de előttem ismeretlen bizonyság irásából, miként ment Apafi Mihály fejedelem a török fővezér Köpöli Amhet basa táborába, Érsekujvár alá Magyarországra, 1663-ban, és hogy volt ottan s mint jött vissza, nevezetesen pedig azt is, hogy ölette meg e fővezér az ártatlan nagy urat, Haller Gábort.” (Uj Magyar Múzeum 1853. 235. l.) Fodor gyűjteményéből a következő töredék van az Országos Széchényi Könyvtár kézirattárában:
Egri Fodor Sámuel jegyzése Károlyi Susanna fejedelemasszony, Bethlen Gábor erdélyi fejedelem hitvesének temetéséről. Végén: Excerptae per Sam. Fodor de Eger ex Veris Typis mandatis originalibus. (Ivrét 73–84. l.)